# Eazy-Duz-It
Eazy-Duz-It je debutové album amerického rapera Eazy-E, vyšlo v roce 1988 a obsadilo 41. místo amerického žebříčku The Billboard 200. 2x platinového alba se prodalo přes 2 milióny kopií. Na albu se objevili i členové N.W.A (Dr. Dre, Ice Cube, MC Ren a Yella) a The D.O.C. Na desce se nachází také remixovaná verze songu Boyz-N-The Hood z LP N.W.A and the Posse.

## Seznam skladeb
1. Still Talkin' – 3:50
2. Nobody Move – 4:49
3. Ruthless Villain – 2:59
4. 2 Hard Mutha's – 4:26
5. Boyz-N-The Hood – 6:22
6. Eazy-Duz-It – 4:21
7. We Want Eazy – 5:01
8. Eazy-Er Said Than Dunn – 3:41
9. Radio – 4:58
10. No More ?'s – 3:55
11. I'mma Break It Down – 3:29
12. Eazy-Chapter 8 Verse 10 – 2:10

## Singly
- Eazy-er Said Than Dunn
- We Want Eazy